# Championnat du Luxembourg de football 1944-1945
Navigation
Saison précédente Saison suivante
La saison 1944-1945 du Championnat du Luxembourg de football était la 31e édition du championnat de première division au Luxembourg. Disputé alors que la Seconde Guerre mondiale n'est pas encore terminée, elle prend la forme d'une compétition à élimination directe avec plusieurs phases, une par régions puis la phase finale nationale.
C'est le club du Stade Dudelange, dernier club champion avant l'interruption de la compétition, qui remporte le titre en s'imposant en finale nationale face au CA Spora Luxembourg. C'est le 3e titre de champion du Luxembourg de l'histoire du club.

## Les clubs participants
| - Région Centre : - CA Spora Luxembourg - Swift Hesperange - Avenir Beggen - Région Nord - Aucune équipe engagée | - Bassin minier : - The National Schifflange - Jeunesse d'Esch - Stade Dudelange - US Dudelange - Red Boys Differdange - Progrès Niedercorn |

## Compétition

### Phases régionales
Les équipes du pays sont réparties en 3 régions géographiques : le Nord, le Centre et le Bassin minier. Pour la phase finale, la répartition des places est la suivante : 3 places pour le bassin minier, 2 pour le Centre et 1 pour le Nord. La région du Nord est occupée par les forces alliées et ne peut donc pas organiser la compétition qualificative, ce qui permet au Bassin minier de qualifier une 4e équipe.

#### Région Centre
- Vainqueur de la 1re série : CA Spora Luxembourg
- Vainqueur de la 2e série : Swift Hesperange
- Vainqueur de la 3e série : Avenir Beggen

##### Barrages pour les deux places qualificatives
Les trois vainqueurs des séries se retrouvent au sein d'une poule où ils s'affrontent une fois; les deux premiers se qualifient pour la phase finale nationale.
| Rang | Équipe              | Pts | J | G | N | P | Bp | Bc | Diff |  | Résultats (▼ dom., ► ext.) | Spo | Beg | Swi |
| ---- | ------------------- | --- | - | - | - | - | -- | -- | ---- |  | -------------------------- | --- | --- | --- |
| 1    | CA Spora Luxembourg | 4   | 2 | 2 | 0 | 0 | 9  | 2  | +7   |  | CA Spora Luxembourg        |     | 3-0 | 6-2 |
| 2    | Avenir Beggen       | 2   | 2 | 1 | 0 | 1 | 4  | 6  | -2   |  | Avenir Beggen              |     |     |     |
| 3    | Swift Hesperange    | 0   | 2 | 0 | 0 | 2 | 5  | 10 | -5   |  | Swift Hesperange           |     | 3-4 |     |

#### Bassin minier
- Première série : 1er Jeunesse d'Esch - 2e The National Schifflange
- Deuxième série : 1er Stade Dudelange - 2e US Dudelange
- Troisième série : 1er Red Boys Differdange - 2e Progrès Niedercorn

##### Barrages pour la dernière place qualificative
Les trois clubs ayant terminé 2e de leurs séries se retrouvent au sein d'une poule où ils s'affrontent une fois; le premier se qualifie pour la phase finale nationale.
| Rang | Équipe                   | Pts | J | G | N | P | Bp | Bc | Diff |  | Résultats (▼ dom., ► ext.) | Sch | Nie | USD |
| ---- | ------------------------ | --- | - | - | - | - | -- | -- | ---- |  | -------------------------- | --- | --- | --- |
| 1    | The National Schifflange | 4   | 2 | 2 | 0 | 0 | 6  | 3  | +3   |  | The National Schifflange   |     | 3-2 | 3-1 |
| 2    | Progrès Niedercorn       | 0   | 1 | 0 | 0 | 1 | 2  | 3  | -1   |  | Progrès Niedercorn         |     |     |     |
| 3    | US Dudelange             | 0   | 1 | 0 | 0 | 1 | 1  | 3  | -2   |  | US Dudelange               |     |     |     |

Le match entre le Progrès Niedercorn et l'US Dudelange n'est pas disputé car les deux équipes ne peuvent plus se qualifier pour la finale nationale.

### Phase finale
L'équipe qui perd par le plus petit écart lors des quarts de finale est repêchée et obtient son billet pour les demi-finales.
|  | Quarts de finale             | Quarts de finale             | Quarts de finale     | Quarts de finale     |                     |                     | Demi-finales | Demi-finales | Demi-finales | Demi-finales |  |  | Finale | Finale | Finale | Finale |
|  |                              |                              |                      |                      |                     |                     |              |              |              |              |  |  |        |        |        |        |
|  |                              |                              |                      |                      |                     |                     |              |              |              |              |  |  |        |        |        |        |
|  |                              |                              |                      |                      |                     |                     |              |              |              |              |  |  |        |        |        |        |
|  | Stade Dudelange              | Stade Dudelange              | 3                    | 3                    |                     |                     |              |              |              |              |  |  |        |        |        |        |
|  | Stade Dudelange              | Stade Dudelange              | 3                    | 3                    |                     |                     |              |              |              |              |  |  |        |        |        |        |
|  | Jeunesse d'Esch              | Jeunesse d'Esch              | 1                    | 1                    |                     |                     |              |              |              |              |  |  |        |        |        |        |
|  | Jeunesse d'Esch              | Jeunesse d'Esch              | 1                    | 1                    | Stade Dudelange     | Stade Dudelange     | 7            | 7            |              |              |  |  |        |        |        |        |
|  |                              |                              |                      |                      | Stade Dudelange     | Stade Dudelange     | 7            | 7            |              |              |  |  |        |        |        |        |
|  |                              |                              | Red Boys Differdange | Red Boys Differdange | 1                   | 1                   |              |              |              |              |  |  |        |        |        |        |
|  |                              |                              |                      |                      | 1                   | 1                   |              |              |              |              |  |  |        |        |        |        |
|  |                              |                              |                      |                      |                     |                     |              |              |              |              |  |  |        |        |        |        |
|  |                              |                              |                      |                      |                     |                     |              |              |              |              |  |  |        |        |        |        |
|  | Stade Dudelange              | Stade Dudelange              | 6                    | 6                    |                     |                     |              |              |              |              |  |  |        |        |        |        |
|  | Stade Dudelange              | Stade Dudelange              | 6                    | 6                    |                     |                     |              |              |              |              |  |  |        |        |        |        |
|  |                              |                              | CA Spora Luxembourg  | CA Spora Luxembourg  | 0                   | 0                   |              |              |              |              |  |  |        |        |        |        |
|  | Red Boys Differdange repêché | Red Boys Differdange repêché | CA Spora Luxembourg  | CA Spora Luxembourg  | 0                   | 0                   | 2            | 2            |              |              |  |  |        |        |        |        |
|  | Red Boys Differdange repêché | Red Boys Differdange repêché |                      |                      |                     |                     |              |              |              |              |  |  |        |        |        |        |
|  | CA Spora Luxembourg          | CA Spora Luxembourg          | 3                    | 3                    |                     |                     |              |              |              |              |  |  |        |        |        |        |
|  | CA Spora Luxembourg          | CA Spora Luxembourg          | 3                    | 3                    | CA Spora Luxembourg | CA Spora Luxembourg | 3            | 3            |              |              |  |  |        |        |        |        |
|  |                              |                              |                      |                      | CA Spora Luxembourg | CA Spora Luxembourg | 3            | 3            |              |              |  |  |        |        |        |        |
|  |                              |                              | National Schifflange | National Schifflange | 2                   | 2                   |              |              |              |              |  |  |        |        |        |        |
|  | The National Schifflange     | The National Schifflange     | National Schifflange | National Schifflange | 2                   | 2                   | 5            | 5            |              |              |  |  |        |        |        |        |
|  | The National Schifflange     | The National Schifflange     |                      |                      |                     |                     |              | 5            |              |              |  |  |        |        |        |        |
|  | Avenir Beggen                | Avenir Beggen                | 2                    | 2                    |                     |                     |              |              |              |              |  |  |        |        |        |        |
|  | Avenir Beggen                | Avenir Beggen                | 2                    | 2                    |                     |                     |              |              |              |              |  |  |        |        |        |        |
|  |                              |                              |                      |                      |                     |                     |              |              |              |              |  |  |        |        |        |        |

## Bilan de la saison
| Championnat du Luxembourg de football 1944-1945 |                            |
| Champion                                        | Stade Dudelange (3e titre) |
| Coupes et trophées                              |                            |
| Vainqueur de la Coupe du Luxembourg 1944-1945   | Progrès Niedercorn         |
| Promotions et relégations                       |                            |
| Promus en Division d'Honneur                    | CS Pétange                 |
| Promus en Division d'Honneur                    | Fola Esch                  |
| Relégués en Promotion d'Honneur                 | Aucun                      |